# Grand Prix-wegrace van België 1978
De Grand Prix-wegrace van België 1978 was de zevende race van het wereldkampioenschap wegrace-seizoen 1978. De races werden verreden op 2 juli 1978 op het Circuit de Spa-Francorchamps nabij Malmedy, (Liège).

## 500 cc
In België zette de Suzuki-fabriek alles op alles om in elk geval de constructeurstitel nog te winnen. Daarom kreeg Wil Hartog de motorfiets van de gewonde Pat Hennen en Michel Rougerie de reservemachine van Barry Sheene. Zij moesten de Yamaha-rijders op achterstand zetten en Sheene laten winnen. Sheene pakte op de natte baan ook wel kopstart, maar ronde na ronde kwam Wil Hartog als eerste langs, gevolgd door Sheene en Roberts. Hartog wilde Sheene wel voorbij laten, maar die ging zo langzaam dat zelfs de slecht gestarte Rougerie aansluiting vond. Uiteindelijk liet Wil Hartog Barry Sheene voorbij om hem vervolgens acht tot negen maal in te halen om hem te tonen op welke plaatsen hij te langzaam ging. Sheene begreep de boodschap niet en kon gewoon niet zo snel als Wil Hartog. Uiteindelijk maakte de Japanse teamleiding een einde aan het spektakel: zij toonden Hartog enkele ronden voor het einde een pitbord met de tekst "GO". Op die manier zou in elk geval een Suzuki winnen, belangrijk voor de constructeurstitel. In de laatste paar ronden pakte Hartog een voorsprong van dertien seconden en hij won de Belgische Grand Prix. Kenny Roberts, die zich gewoon op Sheene geconcentreerd had, werd tweede, Barry Sheene derde.

### Uitslag 500 cc
| Pos | Coureur               | Merk     | Tijd            | Punten          |
| --- | --------------------- | -------- | --------------- | --------------- |
| 1   | Wil Hartog            | Suzuki   | 39' 50" 4       | 15              |
| 2   | Kenny Roberts         | Yamaha   | +15" 8          | 12              |
| 3   | Barry Sheene          | Suzuki   | +18" 6          | 10              |
| 4   | Michel Rougerie       | Suzuki   | +21" 3          | 8               |
| 5   | Teuvo Länsivuori      | Suzuki   | +1' 18" 9       | 6               |
| 6   | Takazumi Katayama     | Yamaha   | +1' 19" 0       | 5               |
| 7   | Marco Lucchinelli     | Suzuki   |                 | 4               |
| 8   | Alex George           | Suzuki   |                 | 3               |
| 9   | Tom Herron            | Suzuki   |                 | 2               |
| 10  | Dennis Ireland        | Suzuki   |                 | 1               |
| 11  | John Woodley          | Suzuki   |                 |                 |
| 12  | John Williams         | Suzuki   |                 |                 |
| 13  | Bo Granath            | Suzuki   |                 |                 |
| 14  | Graziano Rossi        | Suzuki   |                 |                 |
| 15  | Jack Findlay          | Suzuki   |                 |                 |
| 16  | Greg Johnson          | Suzuki   |                 |                 |
| 17  | Hervé Regout          | Suzuki   |                 |                 |
| 18  | Max Wiener            | Suzuki   |                 |                 |
| 19  | Les van Breda         | Suzuki   | +1 ronde        |                 |
| 20  | Gerhard Vogt          | Suzuki   | +1 ronde        |                 |
| 21  | Guy Cooremans         | Suzuki   | +1 ronde        |                 |
| 22  | Jean-Claude Hogrel    | BUT      | +1 ronde        |                 |
| DNF | Johnny Cecotto        | Yamaha   | motor           |                 |
| DNF | Boet van Dulmen       | Suzuki   | banden          |                 |
| DNF | Philippe Coulon       | Suzuki   | motor           |                 |
| DNF | Steve Baker           | Suzuki   | motor           |                 |
| DNF | Virginio Ferrari      | Suzuki   |                 |                 |
| DNF | Alan North            | onbekend | motor           |                 |
| DNF | Bruno Kneubühler      | Suzuki   | motor           |                 |
| DNF | Jon Ekerold           | Suzuki   | versnellingsbak | versnellingsbak |
| DNF | Børge Nielsen         | Suzuki   | motor           |                 |
| DNF | John Newbold          | Suzuki   | motor           |                 |
| DNF | Cor Scheepens         | Suzuki   |                 |                 |
| DNF | Franz Rau             | Suzuki   |                 |                 |
| DNF | Dick Alblas           | Suzuki   |                 |                 |
| DNF | Steve Parrish         | Suzuki   |                 |                 |
| DNF | Franz Heller          | Suzuki   |                 |                 |
| DNQ | Carlos de San Antonio | Suzuki   |                 |                 |

## 250 cc
In de 250cc-race startte de Yamaha van Kenny Roberts heel slecht en na de eerste ronde parkeerde hij zijn machine in de pit. Gregg Hansford viel ook al in de eerste ronde uit en Mick Grant (Kawasaki) stopte na de tweede ronde, terwijl Kork Ballington in de nattigheid geen risico's nam en slechts vijfde werd. De leiders in het kampioenschap speelden dus geen grote rol en dat gaf Paolo Pileri en Franco Uncini de kans om om de winst te vechten. Uiteindelijk won Pileri met een behoorlijke voorsprong. Om de derde plaats werd stevig gevochten door Walter Villa en Patrick Fernandez. Uiteindelijk werd die strijd door Villa gewonnen.

### Uitslag 250 cc
| Pos | Coureur             | Merk            | Tijd      | Punten |
| --- | ------------------- | --------------- | --------- | ------ |
| 1   | Paolo Pileri        | Morbidelli      | 40' 35" 0 | 15     |
| 2   | Franco Uncini       | Yamaha          | +23" 1    | 12     |
| 3   | Walter Villa        | Harley-Davidson | +37" 6    | 10     |
| 4   | Patrick Fernandez   | Yamaha          | +37" 8    | 8      |
| 5   | Kork Ballington     | Kawasaki        | +1' 07" 0 | 6      |
| 6   | Mario Lega          | Morbidelli      | +1' 07" 2 | 5      |
| 7   | Toni Mang           | Kawasaki        |           | 4      |
| 8   | Vic Soussan         | Yamaha          |           | 3      |
| 9   | Pentti Korhonen     | Yamaha          |           | 2      |
| 10  | Leif Gustafsson     | Yamaha          |           | 1      |
| 11  | Jon Ekerold         | Yamaha          |           |        |
| 12  | Etienne Geeraerd    | Yamaha          |           |        |
| 13  | Albert Debouny      | Yamaha          |           |        |
| 14  | Josef Hage          | Japol           |           |        |
| 15  | Pekka Nurmi         | Yamaha          |           |        |
| 16  | Reino Eskelinen     | Yamaha          |           |        |
| 17  | René Delaby         | Yamaha          |           |        |
| 18  | Eero Hyvärinen      | Yamaha          |           |        |
| 19  | Clive Padgett       | Yamaha          |           |        |
| 20  | Kenny Blake         | Yamaha          |           |        |
| 21  | Ken Nemoto          | Yamaha          |           |        |
| 22  | Dieter Heinen       | Yamaha          |           |        |
| 23  | Roland Faesser      | Yamaha          |           |        |
| 24  | Armand Gras         | Yamaha          |           |        |
| DNF | John Dodds          | Yamaha          |           |        |
| DNF | Kenny Roberts       | Yamaha          | opgave    |        |
| DNF | Michel Biver        | Yamaha          |           |        |
| DNF | Jean-François Baldé | Kawasaki        |           |        |
| DNF | Tom Herron          | Yamaha          |           |        |
| DNF | Raymond Roche       | Yamaha          |           |        |
| DNF | Jean-Marc Toffolo   | Yamaha          |           |        |
| DNF | Gregg Hansford      | Kawasaki        |           |        |
| DNF | Ray Quincey         | Yamaha          |           |        |
| DNF | Guy Origer          | Yamaha          |           |        |
| DNF | Francis Hollebecq   | Yamaha          |           |        |
| DNF | Marc Fontan         | Yamaha          |           |        |
| DNF | Pierre Tocco        | Yamaha          |           |        |
| DNF | Mick Grant          | Kawasaki        |           |        |
| DNQ | Harald Merkl        | Yamaha          |           |        |
| DNQ | Roland Freymond     | Yamaha          |           |        |
| DNQ | Olivier Liegeois    | Yamaha          |           |        |
| DNQ | Patrick de Radiguès | Yamaha          |           |        |
| DNQ | Alain Nies          | Yamaha          |           |        |
| DNQ | Yves de Kimpe       | Yamaha          |           |        |
| DNQ | Michel Steven       | Yamaha          |           |        |
| DNQ | Franck Gross        | Yamaha          |           |        |
| DNQ | Ron Kirkham         | Yamaha          |           |        |
| DNQ | Guy Bertin          | Yamaha          |           |        |
| DNQ | Didier de Radiguès  | Yamaha          |           |        |
| DNQ | Christian Estrosi   | Yamaha          |           |        |
| DNQ | Jean-Claude Baele   | Yamaha          |           |        |
| DNQ | Eric Saul           | Yamaha          |           |        |
| DNQ | Eddie Roberts       | Yamaha          |           |        |
| DNQ | Børge Nielsen       | Yamaha          |           |        |
| DNQ | John Weeden         | Yamaha          |           |        |
| DNQ | Sadao Asami         | Yamaha          |           |        |
| DNQ | Dirk du Plooy       | Yamaha          |           |        |
| DNQ | Valerio Pessotto    | Yamaha          |           |        |
| DNQ | Denis Boulom        | Yamaha          |           |        |
| DNQ | Roger Kockelman     | Yamaha          |           |        |
| DNQ | Philippe Jacob      | Yamaha          |           |        |
| DNQ | Olivier Chevallier  | Yamaha          |           |        |
| DNQ | Hervé Moineau       | Yamaha          |           |        |
| DNQ | Richard Hubin       | Yamaha          |           |        |

## 125 cc
In de 125cc-klasse reed Ángel Nieto met toestemming van zijn "baas" (niet Bultaco⁣, maar de Spaanse bond) voor het eerst met een Minarelli, in dienst van Pier Paolo Bianchi. Samen met Maurizio Massimiani reden ze weg van het veld, maar na vijf ronden moest ook Massimiani afhaken. Bianchi en Nieto gingen er samen vandoor en reden ook samen de snelste ronde. Volgens afspraak mocht Bianchi winnen en zo zijn achterstand op Eugenio Lazzarini wat verkleinen. Lazzarini deed het op de natte baan rustig aan, hij werd zesde en behield daardoor toch nog 34 punten voorsprong op Bianchi.

### Uitslag 125 cc
| Pos | Coureur                | Merk       | Tijd      | Punten |
| --- | ---------------------- | ---------- | --------- | ------ |
| 1   | Pier Paolo Bianchi     | Minarelli  | 38' 12" 2 | 15     |
| 2   | Ángel Nieto            | Minarelli  | +3" 3     | 12     |
| 3   | Maurizio Massimiani    | Morbidelli | +11" 1    | 10     |
| 4   | August Auinger         | Morbidelli | +1' 29" 3 | 8      |
| 5   | Patrick Plisson        | Morbidelli | +1' 34" 3 | 6      |
| 6   | Eugenio Lazzarini      | MBA        |           | 5      |
| 7   | Hans Müller            | Morbidelli |           | 4      |
| 8   | Rolf Blatter           | Morbidelli |           | 3      |
| 9   | Cees van Dongen        | Morbidelli |           | 2      |
| 10  | Matti Kinnunen         | Morbidelli |           | 1      |
| 11  | Bennie Wilbers         | Morbidelli |           |        |
| 12  | Jean-Claude Selini     | Morbidelli |           |        |
| 13  | Walter Koschine        | Bender     |           |        |
| 14  | Clive Horton           | Morbidelli |           |        |
| 15  | Enrico Cereda          | Morbidelli |           |        |
| 16  | Benga Johansson        | Morbidelli |           |        |
| 17  | Yves Dupont            | Morbidelli |           |        |
| 18  | Jan Huberts            | Morbidelli |           |        |
| 19  | Bernd Schneider        | Bender     |           |        |
| 20  | Jan Ubels              | Buton      |           |        |
| DNF | Harald Bartol          | Morbidelli |           |        |
| DNF | Jean-Louis Guignabodet | Morbidelli |           |        |
| DNF | Stefan Dörflinger      | Morbidelli |           |        |
| DNF | Julien van Zeebroeck   | Morbidelli |           |        |
| DNF | Thierry Espié          | Motobécane |           |        |
| DNF | Jacky Hutteau          | Morbidelli |           |        |
| DNF | Poliet                 | Morbidelli |           |        |
| DNF | Hans-Jürgen Hummel     | Morbidelli |           |        |
| DNF | Marc-Anton Constantin  | Morbidelli |           |        |
| DNF | Felice Agostini        | Morbidelli |           |        |
| DNF | Aldo Pero              | Morbidelli |           |        |
| DNF | Kees van de Ven        | Morbidelli |           |        |
| DNF | Lida                   | Honda      |           |        |
| DNF | Ryszard Mankiewicz     | MZ         |           |        |
| DNF | Per-Edvard Carlsson    | Morbidelli |           |        |
| DNF | Laurent Gomis          | Morbidelli |           |        |
| DNF | Michel Simul           | Honda      |           |        |
| DNF | René Renier            | Honda      |           |        |
| DNQ | Jean-Claude Baele      | Morbidelli |           |        |
| DNQ | Claudio Lusuardi       | Morbidelli |           |        |
| DNQ | Freddy Blaise          | Morbidelli |           |        |
| DNQ | Guy Collard            | Morbidelli |           |        |
| DNQ | Eddy Goffinet          | Morbidelli |           |        |

## 50 cc
Op het natte circuit van Spa-Francorchamps was Ricardo Tormo al vanaf de start voor niemand bij te houden. Al na één ronde had hij 14 seconden voorsprong op Eugenio Lazzarini en dat zou oplopen tot bijna een minuut. Lazzarini werd wel tweede, voor Stefan Dörflinger, die nog niet veel had gereden omdat hij tijdens races in Raalte geblesseerd was geraakt.

### Uitslag 50 cc
| Pos | Coureur               | Merk              | Tijd      | Punten |
| --- | --------------------- | ----------------- | --------- | ------ |
| 1   | Ricardo Tormo         | Bultaco           | 31' 52" 3 | 15     |
| 2   | Eugenio Lazzarini     | Van Veen-Kreidler | +56" 1    | 12     |
| 3   | Stefan Dörflinger     | Van Veen-Kreidler | +2' 23" 2 | 10     |
| 4   | Claudio Lusuardi      | Bultaco           | +2' 24" 6 | 8      |
| 5   | Peter Looijesteijn    | Kreidler          | +2' 34" 9 | 6      |
| 6   | Pierre Dumont         | Kreidler          | +2' 48" 7 | 5      |
| 7   | Hagen Klein           | Kreidler          |           | 4      |
| 8   | Patrick Plisson       | ABF               |           | 3      |
| 9   | Cees van Dongen       | Kreidler          |           | 2      |
| 10  | Theo Timmer           | Kreidler          |           | 1      |
| 11  | Jacky Hutteau         | Kreidler          |           |        |
| 12  | Wolfgang Müller       | Kreidler          |           |        |
| 13  | Joaquín Galí          | Bultaco           |           |        |
| 14  | Ramón Galí            | Bultaco           |           |        |
| 15  | Günter Schirnhofer    | Kreidler          |           |        |
| 16  | Daniel Corvi          | Kreidler          |           |        |
| 17  | Chris Baert           | Kreidler          |           |        |
| 18  | Marcel van der Steene | Kreidler          |           |        |
| 19  | Michel de Poligny     | Scrab             |           |        |
| 20  | Dirk van der Donckt   | Kreidler          |           |        |
| 21  | Wolfgang Golembeck    | Kreidler          |           |        |
| 22  | Franz Unger           | Kreidler          |           |        |
| 23  | Ove Skifjeld          | Kreidler          |           |        |
| 24  | Otto Machinek         | Kreidler          |           |        |
| DNF | Ingo Emmerich         | Kreidler          |           |        |
| DNF | Reiner Scheidhauer    | Kreidler          |           |        |
| DNF | Yves Le Toumelin      | Kreidler          |           |        |
| DNF | Serge Julin           | Lusuardi          |           |        |
| DNF | Hans Müller           | Kreidler          |           |        |
| DNF | Charles Dumont        | Kreidler          |           |        |
| DNF | Julien van Zeebroeck  | Kreidler          |           |        |
| DNF | Aldo Pero             | Kreidler          |           |        |
| DNF | Rolf Blatter          | Kreidler          |           |        |
| DNF | Gerhard Bauer         | Kreidler          |           |        |
| DNQ | Georges Fissette      | Kreidler          |           |        |
| DNQ | Emmanuel Ghilain      | Kreidler          |           |        |
| DNQ | Henrique Sande        | Bultaco           |           |        |
| DNQ | Robert Evrard         | Kreidler          |           |        |
| DNQ | René Loge             | Kreidler          |           |        |
| DNQ | Benjamin Laurent      | Kreidler          |           |        |
| DNQ | Mika-Sakari Komu      | Kreidler          |           |        |

## Zijspanklasse
Op het drijfnatte circuit hadden de zijspancombinaties met hun brede banden veel last van aquaplaning. Hoewel Alain Michel/Stuart Collins na de eerste ronde als eerste voorbij kwamen, gevolgd door Rolf Biland/Kenneth Williams, leek de combinatie Bruno Holzer/Karl Meierhans (LCR-Yamaha) op de een of andere manier meer grip te hebben dan de rest. Waar iedereen met spinnende wielen probeerde grip te vinden trok hun machine veel gemakkelijker op. Zij wonnen dan ook, voor Michel/Collins en Biland/Williams. Rolf Biland reed overigens met zijn TTM-Yamaha omdat die sneller was dan de BEO en het in Spa-Francorchamps meer op snelheid aan kwam.

### Uitslag zijspanklasse
| Pos | Coureur           | Bakkenist        | Merk          | Tijd      | Punten |
| --- | ----------------- | ---------------- | ------------- | --------- | ------ |
| 1   | Bruno Holzer      | Karl Meierhans   | LCR-Yamaha    | 47' 50" 0 | 15     |
| 2   | Alain Michel      | Stuart Collins   | Seymaz-Yamaha | +22" 7    | 12     |
| 3   | Rolf Biland       | Kenneth Williams | TTM-Yamaha    | +28" 3    | 10     |
| 4   | Rolf Steinhausen  | Wolfgang Kalauch | Seymaz-Yamaha | +2' 22" 2 | 8      |
| 5   | Bill Hodgkins     | John Parkins     | Windle-Yamaha | +3' 01" 0 | 6      |
| 6   | Jock Taylor       | James Neil       | Windle-Yamaha |           | 5      |
| 7   | Cees Smit         | Jan Smit         | Seymaz-Yamaha |           | 4      |
| 8   | Gérald Corbaz     | Roland Gabriel   | Schmid-Yamaha |           | 3      |
| 9   | Dick Greasley     | Gordon Russell   | Busch-Yamaha  |           | 2      |
| 10  | Siegfried Schauzu | Lorenzo Puzo     | Busch-Yamaha  |           | 1      |

1921 · 1922 · 1923 · 1924 · 1925 · 1926 · 1927 · 1928 · 1929 · 1930 · 1931 · 1932 · 1933 · 1934 · 1935 · 1936 · 1937 · 1938 · 1939 · 1947 · 1948 · 1949 · 1950 · 1951 · 1952 · 1953 · 1954 · 1955 · 1956 · 1957 · 1958 · 1959 · 1960 · 1961 · 1962 · 1963 · 1964 · 1965 · 1966 · 1967 · 1968 · 1969 · 1970 · 1971 · 1972 · 1973 · 1974 · 1975 · 1976 · 1977 · 1978 · 1979 · 1980 · 1981 · 1982 · 1983 · 1984 · 1985 · 1986 · 1988 · 1989 · 1990